# Baddeleyit
Baddeleyit ist ein eher selten vorkommendes Mineral aus der Mineralklasse der Oxide und Hydroxide mit einem Mengenverhältnis Metall zu Sauerstoff = 1:2. Es kristallisiert im monoklinen Kristallsystem mit der chemischen Formel ZrO2 und ist damit chemisch gesehen Zirconium(IV)-oxid.
Es entwickelt meist tafelige Kristalle von braunschwarzer, grüner oder gelber Farbe und bis zu 6 cm Größe. Auch farblose Kristalle sind bekannt. Mit einer Mohshärte von 6,5 zählt es zu den mittelharten Mineralen.

## Etymologie und Geschichte
Benannt wurde es nach Joseph Baddeley, der das Mineral beschrieb. Erstmals entdeckt und beschrieben wurde es 1892 in Sri Lanka und Brasilien.
Das Typmaterial wird in Natural History Museum in London aufbewahrt.

## Klassifikation
In der veralteten 8. Auflage der Mineralsystematik nach Strunz gehörte der Baddeleyit zur Mineralklasse der „Oxide und Hydroxide“ und dort zur Abteilung „MO2- und verwandte Verbindungen“, wo er als einziger Vertreter in der „Baddeleyit-Reihe“ mit der Systemnummer IV/D.16a steht.
In der zuletzt 2018 überarbeiteten Lapis-Systematik nach Stefan Weiß, die formal auf der alten Systematik von Karl Hugo Strunz in der 8. Auflage basiert, erhielt das Mineral die System- und Mineralnummer IV/D.31-010. Dies entspricht der Klasse der „Oxide und Hydroxide“ und dort der Abteilung „Oxide mit dem Stoffmengenverhältnis Metall : Sauerstoff = 1 : 2 (MO2 und verwandte Verbindungen)“, wo Baddeleyit zusammen mit Akaogiit, Allendeit, Calzirtit, Cerianit-(Ce), Hiärneit, Riesit, Tazheranit, Thorianit, Uraninit und Vorlanit eine unbenannte Gruppe mit der Systemnummer IV/D.31 bildet.
Die von der International Mineralogical Association (IMA) zuletzt 2009 aktualisierte 9. Auflage der Strunz’schen Mineralsystematik ordnet den Baddeleyit in die Klasse der „Oxide (Hydroxide, V[5,6]-Vanadate, Arsenite, Antimonite, Bismutite, Sulfite, Selenite, Tellurite, Iodate)“ und dort in die Abteilung „Metall : Sauerstoff = 1 : 2 und vergleichbare“ ein. Hier ist das Mineral in der Unterabteilung „Mit mittelgroßen Kationen; Mit verschiedenen Polyedern“ zu finden, wo es zusammen mit Akaogiit die „Baddeleyitgruppe“ mit der Systemnummer 4.DE.35 bildet.
In der vorwiegend im englischen Sprachraum gebräuchlichen Systematik der Minerale nach Dana hat Baddeleyit die System- und Mineralnummer 04.04.14.01. Das entspricht der Klasse der „Oxide und Hydroxide“ und dort der Abteilung „Oxide“. Hier findet er sich innerhalb der Unterabteilung „Einfache Oxide mit einer Kationenladung von 4+ (AO2)“ in einer unbenannten Gruppe mit der Systemnummer 04.04.14, in der auch Akaogiit eingeordnet ist.

## Kristallstruktur

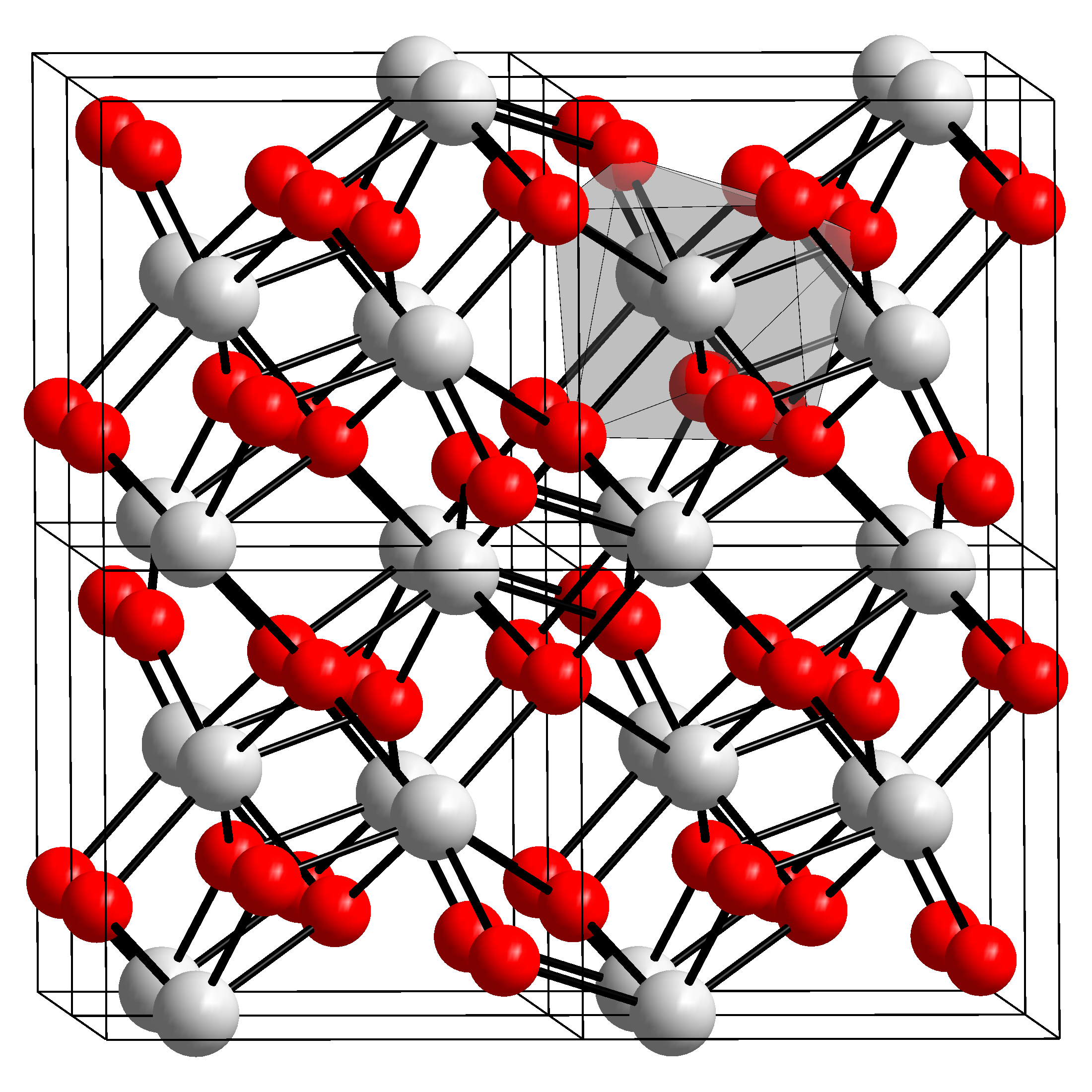
Kristallstruktur von Baddeleyit

Baddeleyit kristallisiert im monoklinen Kristallsystem in der Raumgruppe P21/c (Raumgruppen-Nr. 14) mit den Gitterparametern a = 5,151 Å, b = 5,212 Å, c = 5,317 Å und β = 99,23° sowie vier Formeleinheiten pro Elementarzelle.

## Modifikationen und Varietäten
Baddeleyit ist eine Modifikation des Zirconium(IV)-oxids. Oberhalb von 1173 °C wandelt es sich in eine tetragonale, ab 2370 °C in eine kubische Modifikation um.

## Bildung und Fundorte
Baddeleyit wird häufig als Verwitterungsgrus in Kies gefunden. Insgesamt sind 191 Fundorte bekannt.
In Deutschland sind aus Rheinland-Pfalz Fundorte bekannt. Am Laacher See sind in Kruft und Mendig Fundorte bekannt. In Ettringen ist ebenfalls ein Fundort bekannt. Eine vierte deutsche Fundstelle findet sich in Wolfstein in der Pfalz.
In Österreich gibt es einen Fundort in Stubenberg am See in der Steiermark. Zudem gibt es einen nicht genauer lokalisierten Fundort in Tirol.
Weitere Fundorte gibt es in Algerien, Angola, der Antarktis, Argentinien, Armenien, im Atlantischen Ozean, Australien, Brasilien, Burma, Chile, China, Elfenbeinküste, Finnland, Frankreich, Gabun, Grönland, Indien, im Indischen Ozean, Irak, Italien, Japan, Kanada, Kasachstan, der Demokratischen Republik Kongo, Madagaskar, Marokko, Mexiko, Namibia, Norwegen, Oman, Rumänien, Russland, Schweden, Sri Lanka, Südafrika, Tansania, Tschechien, Uganda, Ungarn, der Ukraine, dem Vereinigten Königreich und den US-Bundesstaaten Arkansas, Kalifornien, Colorado, Georgia, Kansas, Minnesota, Montana, New Hampshire, New Mexico, Pennsylvania, Texas, Wisconsin und Wyoming.
Als Nebengemenganteil wurde Baddeleyit auch zusammen mit Spinell, Chromit, Zirkon und (OH)-freiem Apatit auf dem Mond gefunden.

## Verwendung
Baddeleyit ist ein wichtiger Rohstoff zur Gewinnung von Zirconium.